# Alexander Rybak
Pour les articles homonymes, voir Rybak.
Alexander Rybak (né Аляксандр Ігаравіч Рыбак, Aliaksandr Iharavitch Rybak, le 13 mai 1986 à Minsk, RSS de Biélorussie) est un chanteur, violoniste, compositeur et acteur norvégien.
Il est connu pour avoir remporté le Concours Eurovision de la chanson 2009 pour la Norvège, à Moscou en Russie, avec sa chanson Fairytale qui a obtenu 387 points, soit le record en points du concours jusqu'en 2016 (avant le nouveau système de vote). Il représente à nouveau son pays au Concours Eurovision de la chanson 2018 où il prend la 15e place avec son titre That's How You Write a Song.

## Biographie

### Enfance et débuts (1986-2009)
Né en Biélorussie, alors république de l'Union des républiques socialistes soviétiques, il émigre à l'âge de quatre ans avec ses parents vers Nesodden, un petit village dans le comté d'Akershus, non loin de la capitale norvégienne, Oslo, où il passe son enfance. À cinq ans, il commence à apprendre le violon grâce à ses parents. Ceux-ci (sa mère pianiste, Natalia Valentinovna Rybak, et son père violoniste, Igor Alexandrovitch Rybak) sont des musiciens reconnus en Norvège. Il donne des concerts pendant lesquels beaucoup de personnes remarquent son talent. À l'âge de 10 ans, il intègre l'école « The Barrat Due Institute of Music », une école de musique où il étudie entre autres les grands maîtres de musique classique.
En 2005, il participe au télécrochet "Idol", la version norvégienne de Pop Idol, qui lui permet d'atteindre la demi-finale. L'année suivante, il gagne avec la chanson " Foolin' " le Kjempesjansen, un concours de talent de la NRK.
Quelque temps après, le directeur d'un des plus gros théâtres d'Oslo lui permet de participer à la production Fiddler on the Roof. Sa performance lui vaudra une grande reconnaissance de la part des critiques. Il remporte même un Hedda, la plus prestigieuse récompense qu'un acteur de théâtre puisse avoir en Norvège. À la suite de cela, il voyage partout en Norvège pour donner des concerts de violon en tant qu'artiste itinérant.

### Participation auConcours Eurovision de la Chanson 2009
C'est à la suite de ces voyages qu'il a l'idée d'écrire la chanson Fairytale. Il décide alors de se présenter à la sélection nationale pour pouvoir participer à l'Eurovision.

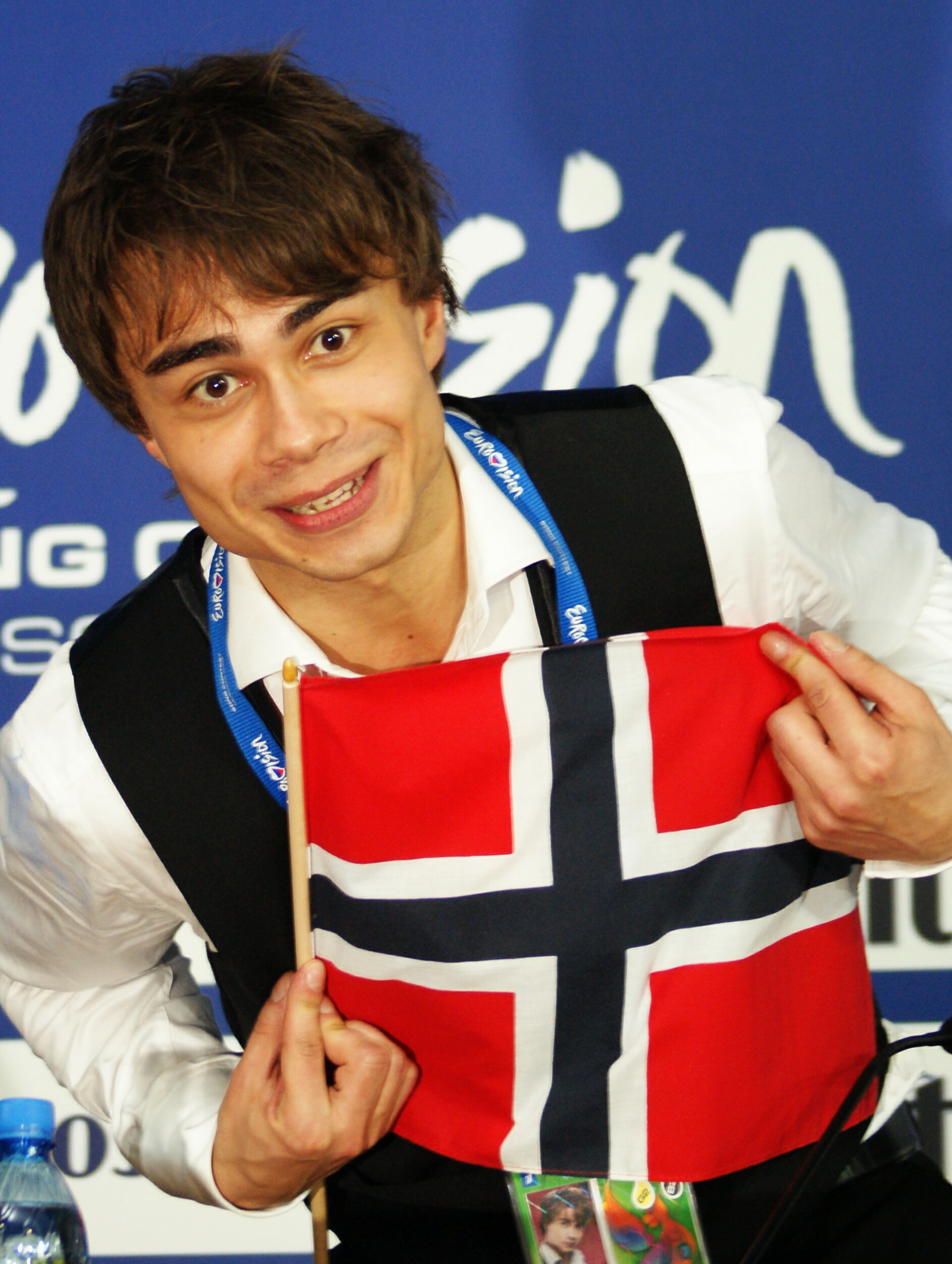
Alexander Rybak peu après sa victoire au Concours Eurovision de la chanson 2009, lors d'une conférence de presse, à Moscou, en Russie.

Avec cette chanson, Alexander Rybak remporte la finale de la sélection norvégienne pour l'Eurovision, le Melodi Grand Prix 2009, avec une très large avance sur ses concurrents. Cette victoire lui permet de représenter la Norvège au Concours Eurovision de la chanson se déroulant à Moscou, en Russie. Lors de la finale du 16 mai 2009, il remporte le concours en battant le record de nombre de points obtenus pour un Concours Eurovision de la chanson avec 387 points. Son score sera battu lors du Concours Eurovision de la chanson 2016 par Jamala avec 534 points grâce au nouveau système de vote.

### L'après Eurovision (depuis 2009)
Cette victoire permet à sa chanson Fairytale de devenir un hit en Europe. Elle est no 1 dans les téléchargements iTunes européen. Elle est même dans le Top 3 dans les classements européens, en étant no 1 en Belgique, au Danemark, en Grèce, en Islande, en Norvège, en Suède et en Russie, ainsi que no 2 en Irlande, en Finlande et aux Pays-Bas.
Il sort son album Fairytales dans près de 25 pays. Il est certifié triple disque de platine en Norvège au bout de deux mois, disque d'or en Suède et double disque de platine en Russie. Il réalise alors une tournée qui l'emmènera dans plusieurs pays, dont la Norvège et la Biélorussie. En décembre 2009, il a même l'occasion de donner un concert pour la cérémonie pour le prix Nobel de la paix à Oslo.
En mars 2010, il remporte le Spellemann de l'année, un équivalent des Grammy Awards en Norvège. Dans la même année, il prête sa voix pour le personnage d'Harold dans les versions norvégiennes et russes de Dragons. En juin 2010, il sort son deuxième album No Boundaries où il se permet d'expérimenter plusieurs styles de musique.
En juin 2011, il sort son troisième album Visa Vid Vindens ängar. Il collabore pour celui-ci avec un de ses idoles Mats Paulson (en), qui écrit une grande partie des chansons. Alexander Rybak se charge des arrangements. En septembre 2011, il retourne à son école de musique Barratt Due Institute of Music (en) pour finir ses études interrompues par l'Eurovision et dans le but d'obtenir son diplôme de violoniste. Il obtient celui-ci en juin 2012.
En novembre 2012, il sort son quatrième album Christmas Tales, un album où il reprend tous les grands standards des chansons de Noël, avec quelques-unes de ses compositions[réf. nécessaire].
En 2014, il sort une nouvelle chanson Into a Fantasy qui figure sur la bande originale de Dragons 2, dans lequel il prête de nouveau sa voix au personnage d'Harold. 
En 2018, Alexander Rybak décide de se présenter à nouveau au Melodi Grand Prix avec sa chanson That's How You Write a Song dont la sortie officielle s'effectue le 15 janvier. Il remporte le Melodi Grand Prix le 10 mars et représente la Norvège au Concours Eurovision de la chanson pour la deuxième fois, après sa participation victorieuse de 2009. Premier de la seconde demi-finale où il participait, il termine cette fois-ci à la 15e place. À noter que sa chanson est la 1500e à être interprétée au Concours Eurovision.

## Discographie
- 2010 : No Bounderies

1. First Kiss
2. Europe's Skies
3. I'm in Love
4. Oah
5. Kaja's Letter
6. 5000 Letters
7. Dare I Say
8. Suomi
9. Why Not Me?
10. Barndance
11. Disney Girls

- 2011 : Visa vid vindens ängar

1. Träden i villa borghese
2. Din första kyss
3. Resan till dig
4. Visa vid vindens ängar
5. En katt på min kudde
6. Den lyssnande blomman
7. Maria
8. I ditt sommarhus
9. Till en vildmarkspoet
10. Jag föddes ur havet

- 2012 : Christmas Tales

1. The Christmas Song
2. Winter Wonderland
3. Let It Snow
4. Have Yourself a Merry Little Christmas
5. Tell Me When
6. Santa Claus Is Coming to Town
7. Baby It's Cold Outside
8. Rudolph the Red-Nosed Reindeer
9. Presents
10. Silver Bells
11. I'll Be Home for Christmas
12. Silent Night

### Singles
| Année | Titre                                                     | Album                                     |
| ----- | --------------------------------------------------------- | ----------------------------------------- |
| 2009  | Fairytale                                                 | Fairytales                                |
| 2009  | Funny Little World                                        | Fairytales                                |
| 2009  | Roll with the Wind                                        | Fairytales                                |
| 2009  | I don't believe in miracles                               | Bande originale du film L'Éclair noir     |
| 2010  | Oah                                                       | No Boundaries                             |
| 2010  | Europe's Skies                                            | No Boundaries                             |
| 2010  | Fela igjen                                                | -                                         |
| 2011  | Resan till dig                                            | Visa vid vindens ängar                    |
| 2011  | Atlantis                                                  | -                                         |
| 2012  | I'll show you Avec Paula Seling                           | -                                         |
| 2012  | Leave Me Alone                                            | -                                         |
| 2013  | 5 to 7 years                                              | -                                         |
| 2014  | Into a Fantasy                                            | Bande originale du dessin animé Dragons 2 |
| 2015  | Kotik                                                     |                                           |
| 2016  | I Came to Love You                                        | -                                         |
| 2018  | That's How You Write a Song Mom Let the Music Guide You   |                                           |
| 2019  | I'm Still Here                                            |                                           |
| 2020  | My Whole World Give Me Rain Magic Wonderland (avec Roxen) |                                           |
| 2021  | Mitt Andre Hjem Stay (avec Sirusho)                       |                                           |
| 2022  | Memories                                                  |                                           |

## Filmographie
- 2010 : Yohan - Barnevandrer de Grete Salomonsen, dans le rôle de Levi.
- 2010 : Dragons (How to Train Your Dragon), voix de Harold dans les versions en norvégien et en russe.
- 2014 : Dragons 2 (How to Train Your Dragon 2), voix de Harold dans les versions en norvégien et en russe.
- 2019 : Dragons 3 : Le monde caché (How to Train Your Dragon: The Hidden World), voix de Harold dans les versions en norvégien et en russe.
- 2020 : Eurovision Song Contest: The Story of Fire Saga réalisé par David Dobkin avec Will Ferrell : Rybak joue son propre rôle.